# 札木停留場
札木停留場（ふだぎていりゅうじょう）は、愛知県豊橋市の札木町・魚町（うおまち）にある豊橋鉄道東田本線の停留場（電停）である。停留場番号は4。

## 停留場構造
併用軌道上に、相対式の上屋付き安全地帯2面2線を持つ。上下線の安全地帯は離れており、赤岩口方面行のホームは豊橋市魚町に、駅前行のホームは豊橋市札木町（旧東海道側）に位置している。

## 停留場周辺
旧吉田宿の中央部に位置する。近隣には電話交換所や脇本陣跡がある。
- 豊橋閣日進禅寺
- 神宮寺
- 悟真寺
- 龍拈寺
- 若松園
- あいち情報専門学校
- NTT西日本豊橋電話交換所
- 天然温泉 つつじの湯 ドーミーインEXPRESS豊橋
- 安海熊野神社
- 吉田宿脇本陣跡
- 狐塚[注釈 1]
- 田原街道（豊橋市）
- 札木通り（豊橋市）
- 旧東海道
- サンヨネ 魚町本店

## その他
- 当駅以東の各停留場の時刻表には発車時刻は本数が少ない早朝（5・6時台）及び深夜（22・23時台）帯のみ掲載されており、それ以外の時間帯は運転間隔のみ記されている。
- 東田方面の電車はこの停留所を出ると西八町の交差点を曲がるため、「右に曲がりますからご注意ください」とアナウンスされ、駅前行の電車は新川の交差点を曲がるため停留所を出ると「右に曲がりますからご注意ください」とアナウンスされる。

## 隣の停留場
豊橋鉄道
■東田本線
新川停留場 (3) - 札木停留場 (4) - 市役所前停留場 (5)